# Канал Бениський
Канал Бениський — річка в Україні, у Сарненському районі Рівненської області. Права притока Горині, (басейн Прип'яті).

## Опис
Довжина річки 48 км, похил річки 0,34 м/км, найкоротша відстань між витоком і гирлом — 40,28 км, коефіцієнт звивистості річки — 1,20. Площа басейну водозбору 520 км². Річка повністю каналізована.

## Розташування
Бере початок в урочищі Бенисько у болотистій місцині на південно-західній стороні від озера Сомине. Тече переважно на північний захід через Лугове і між селами Велюнь та Висоцьк впадає у річку Горинь, праву притоку Прип'яті.
Населені пункти вздовж берегової смуги: Карасин, Різки, Миляч.

## Притоки
- Люблинка (права).

## Цікавий факт
- Річки басейну Прип'яті Рівненської області вже більш як 10 років підлягають природоохоронним заходам, що передбачають лісонасадження у прибережних смугах, посів багаторічних трав та залуження земель.[2]